# Lucie Rääf

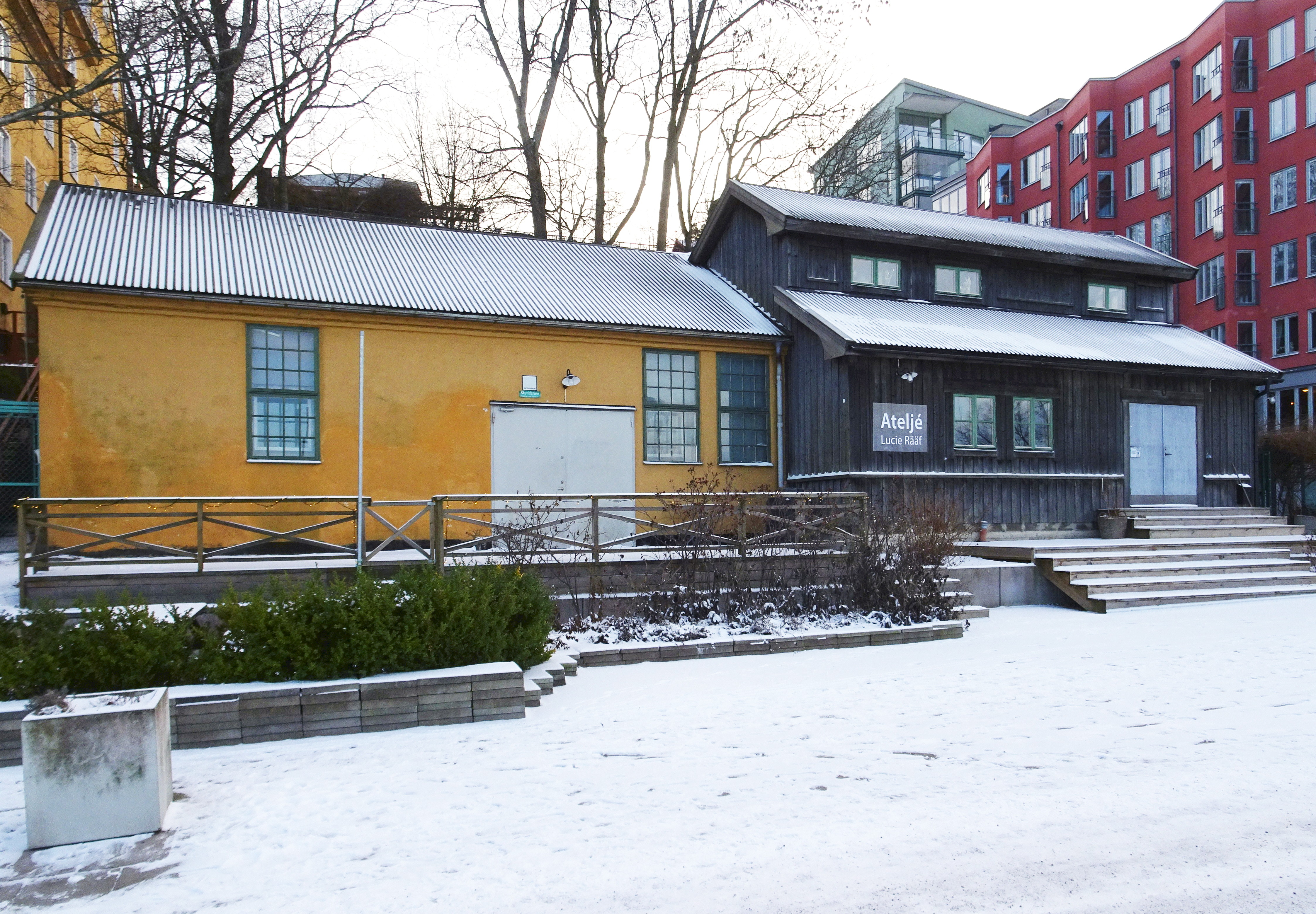

Lucie Rääf, född 27 mars 1961, är en svensk bildkonstnär. 
Lucie Rääf är utbildad på Billedskolan, Gerlesborgsskolan samt RMI Berghs. Rääf debuterade som 17-åring på Hallands konstmuseum 1978. Hon var mellan 2010 och 2021 verksam med Galleri Rääf på Hornsgatspuckeln på Södermalm.
Hon har gjort offentliga utsmyckningar på Atos Medical i Tyskland, Nordic Hotels i Stockholm, Dux i Trelleborg, Nibe-företagen i Markaryd, Wallbergskolan i Halmstad, Tylebäck Hotel & Konferens i Halmstad och S:t Nikolai församling i Halmstad. Hon har även haft mönsteruppdrag hos NK och Åhléns.